# Endlicheria williamsii
Endlicheria williamsii är en lagerväxtart som beskrevs av Otto Christian Schmidt. Endlicheria williamsii ingår i släktet Endlicheria och familjen lagerväxter. Inga underarter finns listade i Catalogue of Life.